# Копальня Бенаске
Копальня Бенаске — колишній гірничодобувний майданчик на півночі Іспанії у Піренеях, який здійснював видобуток піритів. Також відома як копальня Cerler.
У 1920-х роках компанія Industrial Química de Zaragoza (IQZ) на своєму майданчику в Сарагосі узялася за виробництво суперфосфату, що потребувало великих обсягів сульфатної кислоти. Останню отримували шляхом спалювання піритів, при цьому на півдні Іспанії в Уельві існував потужний центр з їх видобутку. Втім, в якийсь момент виник проєкт завести власну піритову копальню в розташованому неподалік регіоні і в 1932-му IQZ здійснила викуп землі в Бенаске, де було розвідане родовище піритів.
Копальня почала роботу в 1935-му. Вона використовувала відкритий спосіб розробки, а до її облаштування увійшли збагачувальна фабрика, власна гідроелектростанція та канатна дорога завдовжки 2,7 км, яка мала пропускну здатність у 40 тонн на годину. Втім, є відомості, що фактичний видобуток з копальні становив лише 1500 тонн.
Оскільки руда містила певні обсяги золота, в 1936-му розпочали експерименти з його вилучення та отримали перший кілограм цього металу.
З початком в 1936-му Громадянської війни роботи в копальні Бенаске припинили і згодом так і не відновили (офіційно закриття майданчика припало на 1947 рік).